# Iskrigerne
Iskrigerne (2014-) er en norsk realityserie med 4 sæsoner og 64 episoder. Serien blev vist på TV 2 Danmark og er produceret af norsk TV 2. I ti måneder har et tv-hold fulgt hockeyholdet Vålerenga Ishockey i tykt og tyndt, både hjemme og på udebane. Serien blev optaget mellem sæson 2013/14 til 2016/17.
I efteråret 2014 startede realityserien Iskrigerne på norsk TV2, der fulgte Vålerenga i fire sæsoner. Serien hjalp meget for klubben, der oplevede en publikumsforøgelse på 26,2 procent og en 33,5 procent stigning i antallet af solgte billetter. Iskrigerne blev vist indtil 2017.

## Nogle medvirkende
- Martin Laumann Ylven
- Morten Ask
- Alexander Bonsaksen
- Cato Cocozza
- Brede Csiszar
- Erik Follestad Johansen
- Jan Tore Kjær
- Espen Knutsen
- Jonas Oppøyen
- Glenn Christer Jensen
- Roar Holmen
- Brendan Brooks
- Roy Johansen
- Eirik Salsten
- Tobias Lindström

## Eksterne linx
- Serien hos Imdb